# وو یانان
وو یانان (انگلیسی: Wu Yanan؛ زادهٔ ۱۸ آوریل ۱۹۹۶) ورزشکار هنرهای رزمی ترکیبی اهل چین است. وی از سال ۲۰۱۳ میلادی تاکنون مشغول فعالیت بوده‌است.